# Bubaqra
Bubaqra község volt Málta déli partja közelében. Ma Żurrieq helyi tanács részlegesen önálló igazgatású része.

## Története
Az egykori önálló község a középkorban jött létre. Két kápolnája volt, Szent Rókusnak és Szent Sebestyénnek ajánlva. 1658-ban bezárták mindkettőt. 1676-ban, a nagy bubópestis-járvány után új kápolna építésébe kezdtek Szűz Mária tiszteletére. 1961-ben a templomot kibővítették, két sekrestye és egy tanterem is épült. A helyi tanácsok létrehozásakor nem lett külön tanács, ám 2010-től részlegesen önálló önkormányzatot (mini-tanács) választhat, amelyben a Munkáspárt szerzett többséget.

## Látnivalók
- Szeplőtelen fogantatás templom
- Bubaqra Tower: erődített lakóháznak épült, bár állítólag használták védelmi célokra is. Ma kiadó szobákkal várja a látogatókat[3][4]